# Чобану, Николай Иванович
Никола́й Ива́нович Чоба́ну (укр. Микола Іванович Чобану; 1 апреля 1994, Нововасилевка) — украинский военнослужащий, лейтенант, участник российско-украинской войны. Герой Украины (2023).

## Биография
Родился 1 апреля 1994 года в селе Нововасилевка Врадиевского района Николаевской области. С детства мечтал стать военным. Начал службу как солдат и водитель-автозаправщик, позже стал командиром артиллерийской батареи.
С первых дней полномасштабного вторжения России в Украину в 2022 году принимал участие в боевых действиях.
В составе 40-й отдельной артиллерийской бригады участвовал в обороне Харькова и сдерживании наступления на Славянск со стороны Изюма. В сентябре 2022 года принимал участие в контрнаступлении в Харьковской области.

## Награды
- Звание «Герой Украины» с вручением ордена «Золотая Звезда» (8 июля 2023) — за личное мужество и героизм, проявленные в защите государственного суверенитета и территориальной целостности Украины, верность военной присяге[1].
- Орден Богдана Хмельницкого II степени (16 мая 2022) — за личное мужество и высокий профессионализм, проявленные в защите государственного суверенитета и территориальной целостности Украины, верность военной присяге[2].
- Орден Богдана Хмельницкого III степени (15 апреля 2022) — за личное мужество и высокий профессионализм, проявленные в защите государственного суверенитета и территориальной целостности Украины, верность военной присяге[3].